# 天主教法諾-福松布羅內-卡利-佩爾戈拉教區
天主教法諾-福松布羅內-卡利-佩爾戈拉教區（拉丁語：Dioecesis Platiensis）是天主教會在義大利的一個教區。屬佩薩羅總教區。
教區由四個教區組成。1986年9月30日成立新的教區並易名至今。
教區包括佩薩羅-烏爾比諾省南部廿三市，2006年有教友126,064人，佔轄區總人口97.3%。教區下轄七十四個堂區，有142名司鐸。現任教區主教為阿曼多·特拉薩爾蒂。